# Nephrotoma colorata
Nephrotoma colorata är en tvåvingeart som först beskrevs av Walker 1865.  Nephrotoma colorata ingår i släktet Nephrotoma och familjen storharkrankar. Inga underarter finns listade i Catalogue of Life.